# Niels Andersen Friis
Niels Andersen Friis (død 6. november 1557) var magister og lensmand.
Han var en ældre halvbror til biskop Jørgen Friis.
Han var i 1517 kannik og 1518 kantor ved Viborg Domkirke. Hans bestræbelse for at få bispedømmet i stedet for broderen mislykkedes; men broderen forlenede ham i 1528 
med Sebber Kloster. Da broderen i 1529 søgte at fratage ham dette, fordi nonnerne blev forsømt, blev forholdet til broderen værre, og Niels Friis sluttede sig til den lutherske del af kannikerne ved domkirken. 
Han deltog i den københavnske rigsdag i 1536 og i forhandlingerne om Kirkeordinansen 1537/39.
I 1546 fik han de såkaldte bibelpenge til trykningen af Christian 3.’s bibeloversættelse i Viborg Stift og var 1552 med at affatte en registrant over brevene på Hald Slot.
Han havde som lutheraner giftet sig første gang med Anne Høg (Banner), der døde 8. juni 1545, anden gang med Margrethe Nielsdatter, enke efter borgmester Jesper Simonsen i Viborg. Han var ved sin død forlenet med et indbringende provsti over Han Herred og Mors. 